# Ksyrofilistyka
Ksyrofilistyka (gr. xyro = ostrze, brzytwa) – dziedzina kolekcjonerstwa związana z goleniem "klasycznym" (brzytwy, żyletki, opakowania od żyletek, maszynki do golenia, aparaty do ostrzenia).